# Edera Cordiale
Edera Cordiale Gentile (née le 30 janvier 1920 à Turin et morte le 4 avril 1993 à Tortorici) est une ancienne athlète italienne qui pratiquait le lancer du disque. 
Elle a été médaillée d'argent lors des Jeux olympiques d'été de 1948.

## Palmarès

### Jeux olympiques d'été
- Jeux olympiques d'été de 1948 à Londres ( Royaume-Uni)
  -  Médaille d'argent au lancer du disque
- Jeux olympiques d'été de 1952 à Helsinki ( Finlande)
  - 14e au lancer du disque

### Championnats d'Europe d'athlétisme
- Championnats d'Europe d'athlétisme de 1950 à Bruxelles ( Belgique)
  -  Médaille de bronze au lancer du disque